# Ned Vizzini
Edison Price Vizzini (n. 4 aprilie 1981, New York City, New York, SUA – d. 19 decembrie 2013, New York City, New York, SUA) a fost scriitor american.

## Biografie
Vizzini a crescut în special în cartierul Park Slope din Brooklyn, în orașul New York. A urmat cursurile liceului Stuyvesant High School din Manhattan, pe care l-a absolvit în 1999.

## Carieră
Prima lucrare publicată a lui Vizzini a fost un eseu pe care l-a trimis la New York Press, un ziar alternativ, despre câștigarea unei mențiuni de onoare la premiile Scholastic Art & Writing Awards din 1996. Succesul muncii lui Vizzini i-a adus o invitație de a contribui cu un articol dedicat adolescenților în The New York Times Magazine.
În mai 1998, eseul lui Vizzini Teen Angst? Nah! a apărut în The New York Times. Ulterior, câteva dintre articolele sale din New York Press au devenit nucleul primei sale cărți, Teen Angst? Naaah...., care este o carte de memorii despre anii adolescenței sale. Este o colecție de povestiri scurte, dintre care majoritatea au fost publicate inițial în The New York Press și The New York Times Magazine. Cartea este împărțită pe ani, acoperind de la gimnaziu până la liceu.
În 2004 a fost publicat primul său roman, Be More Chill. O recenzie din New York Times Book Review a spus că Be More Chill, care este despre un elev de liceu pe nume Jeremy Heere care primește o pastilă de supercomputer în creier care îl face cool, "este atât de precisă încât ar trebui să vină cu un avertisment", adăugând că "Dacă nu ar fi atât de amuzant, primul roman al lui Vizzini ar putea fi prea dureros de citit".
În 2006 a fost publicat cel de-al doilea roman al lui Vizzini, It's Kind of a Funny Story. Acesta se bazează pe șederea sa de cinci zile în secția de psihiatrie a spitalului Methodist din Brooklyn. Cartea relatează lupta lui Craig Gilner, în vârstă de cincisprezece ani, cu depresia sinucigașă, ca urmare a unui an școlar dificil la Liceul Pre-Profesional Executiv din Manhattan, care îi exacerbează sentimentul de inadecvare socială. 
O recenzie a Los Angeles Times a calificat romanul drept "impresionant", notând că "Vizzini are un simț solid al ritmului, al structurii și al personajelor, iar limbajul său dezinvolt este perfect, capturând simultan paranoia și negativismul obsedat de sine al depresiei, precum și curiozitatea sexuală a adolescenței".
În 2012 a fost publicat cel de-al treilea roman al lui Vizzini, The Other Normals. Este un "fantasy alternativ" despre un adolescent care cade într-o lume fantastică ce stă la baza jocului său de rol preferat. O recenzie din The Austin American-Statesman spunea: "Spiritul ascuțit din operele anterioare ale autorului Ned Vizzini ... se regăsește și aici".
În 2013, a fost publicat House of Secrets, primul roman dintr-o serie fantasy pentru clasa de mijloc scrisă de Vizzini și regizorul Chris Columbus. A debutat pe lista bestsellerurilor din New York Times, unde a rămas timp de patru săptămâni. Entertainment Weekly a acordat cărții o recenzie de "A-".

## Decesul
Vizzini, care a vorbit și a scris adesea despre luptele sale cu depresia clinică severă, a murit prin sinucidere la 19 decembrie 2013, în Brooklyn, New York, la vârsta de 32 de ani. Biroul medicului legist șef din New York a declarat că acesta a suferit răni prin lovire cu un obiect contondent. Fratele scriitorului, Daniel, a declarat reporterilor că Vizzini a sărit de pe acoperișul clădirii în care locuiau părinții lor.

## Lucrări
- Teen Angst? Naaah... (2000)
- Be More Chill (2004)
- It's Kind of a Funny Story (2006)
- The Other Normals (2012)
- House of Secrets (2013)
- House of Secrets: Battle of the Beasts (2014)